# Hokkaidō-Inu
Chó Hokkaido (tiếng Nhật: 北海道犬 Hokkaidō-inu hay Hokkaidō-ken) là giống chó săn có nguồn gốc từ Nhật Bản. Giống chó Hokkaido có nguồn gốc từ giống Matagi Ken (マタギ犬), một giống chó thời kỳ Jomon do tộc người Ainu từ vùng Tohuku đưa tới. Hokkaido Inu mang tên của hòn đảo nơi chúng được sinh ra và được dùng làm chó săn gấu. Chúng cũng là số khuyển lực chủ yếu được dùng để tìm kiếm những người sống sót trong đoàn thám hiểm của quân đội bị mất tích trong cơn bão tuyết dữ dội tại vùng núi Hakkoda thuộc quận Aomori vào năm 1902.
Các chú chó Hokkaido đầu tiên đến hòn đảo Nhật Bản là từ lục địa chấu Á theo hai làn sóng di dân trong lịch sử. Các con chó trong hai cuộc di đân đó lai tạo với nhau và do điều kiện địa lý của các hòn đảo xa đất liền nên các giống chó này không bị lai với các dòng gene nào khác. Quá trình thay đổi của các giống chó cứ thế từ từ diễn ra cho đến thời nay và kết quả chủ yếu không phải do con người tiến hành lai tạo mà là do sự lựa chọn và thích nghi tự nhiên của chúng với điều kiện khí hậu lạnh giá ở miền bắc cho tới vùng khí hậu ấm áp ở miền nam Nhật Bản.